# Čudesan odsjaj slame
Čudesan odsjaj slame je dokumentarni film iz 1988. godine. Snimila ga je TV Beograd. Film govori o bačkim Hrvaticama, naivnim umjetnicama u tehnici slame. Scenarist je bila Vida Tomić, redatelj Radoslav Moskovlić, a snimatelj je bio Časlav Pantelinac. Na televiziji je prikazan 2. ožujka 1988. godine na 2. programu TV Beograd.